# Ujung Padang Rasian
Ujung Padang Rasian is een bestuurslaag in het regentschap Aceh Selatan van de provincie Atjeh, Indonesië. Ujung Padang Rasian telt 705 inwoners (volkstelling 2010).